# Kadłub (województwo dolnośląskie)
Kadłub – wieś w Polsce położona w województwie dolnośląskim, w powiecie średzkim, w gminie Miękinia.

## Podział administracyjny
W latach 1975–1998 miejscowość administracyjnie należała do województwa wrocławskiego.

## Zabudowa
Wieś ma charakter ulicówki rozciągniętej wzdłuż osi północ-południe z zabudowaniami folwarcznymi i budynkiem dawnego pałacu po stronie wschodniej. Zabudowa wsi składa się z niewielkich domów mieszkalnych z częścią gospodarczą i ogródkiem przydomowym. W południowej części wsi dobudowano na początku XX w. drugi zespół folwarczny z małym dworem.

## Demografia
W 2005 r. miejscowość zamieszkiwało 289 osób., natomiast w marcu 2011 r. było ich 284.

## Zabytki
Wieś posiada zabytki architektury i budownictwa.
Do wojewódzkiego rejestru zabytków wpisany jest:
- układ przestrzenny zespołu pałacowo-parkowego z folwarkiem, nr 1, 6-11, 14-16, z lat 1880-1890 – drugiej połowy XIX w., i lat 1900-1910:
  - pałac z drugiej połowy XIX w.
  - stajnia nr 7, z lat 1880-1890
  - obora I nr 7, z lat 1870-1880
  - obora II nr 7, z około 1900 r.
  - spichlerz nr 7, z lat 1870-1880
  - park dworski, z XIX w.

inne zabytki:
- cmentarz ewangelicki na północ od wsi, z drugiej połowy XIX w.
- willa, mały dwór nr 21, z 1903 r.[6]